# 関西アナウンススクール
関西アナウンススクール（かんさいアナウンススクール）は、大阪市に本社があったアナウンサーの養成学校。
校長は元テレビ北海道アナウンサーの伊藤英一郎。
対面授業のほかオンライン授業もあり、全国から生徒を募っていた。
2025年6月6日現在、ホームページを閲覧することはできず、SNSも2023年11月9日以降、更新が行われていないことから、閉業、もしくは休業状態である。

## 概要
- 所在地：大阪府大阪市北区天神橋4-8-12 アークビル403
- 代表者：伊藤英一郎